# María Rojo
María de Lourdes Rojo e Incháustegui (Ciudad de México, 15 de agosto de 1943), conocida como María Rojo, es una actriz y política mexicana. Fue senadora de 2006 a 2012. De 2000 a 2003 se desempeñó como jefa delegacional de la delegación Coyoacán. En 2018 fue candidata a alcaldesa de la delegación Coyoacán de la Ciudad de México, por la coalición Juntos Haremos Historia perdiendo la elección contra Manuel Negrete.

## Biografía y carrera
Hija de Roberto Rojo, ingeniero agrónomo, y Águeda Incháustegui, maestra de escuela. De su infancia, recuerda haber sido nerviosa y sufrido de dislexia, lo que le trajo problemas de personalidad e inseguridad, pero pronto sobresalió por sus dotes artísticas. Con ocho años de edad inició su carrera artística, cuando fue seleccionada en un casting para participar en el programa Teatro Fantástico, donde interpretó a la niña Ciquirritica. En 1955 con doce años debutó en su primera obra teatral Mala semilla, el mismo año participa en la obra Examen de muertos. En 1956, hizo su debut en el cine como actriz infantil durante el transcurso de la Época de Oro del cine mexicano, apareciendo en la película Besos prohibidos, también conocida como Amor constante. Su primera telenovela fue El profesor Valdez de 1962, al lado de actores de la talla de Francisco Jambrina y Enrique Lizalde. Después realizó estudios de Arte Dramático en la Universidad Veracruzana.
Ha desarrollado una fructífera carrera que sobrepasa los 50 años. Participó en diversas películas como El apando (1975), dirigida por Felipe Cazals, inspirada en la obra del escritor José Revueltas, donde actúa al lado de Salvador Sánchez, Delia Casanova, José Carlos Ruiz, Manuel Ojeda entre otros actores y retrata el encierro de tres reos en el célebre Palacio de Lecumberri, también en el año de 1976 participó en la película Las Poquianchis junto a su entrañable amiga Diana Bracho. Una de sus películas más fuertes contiene una de las dos escenas sexuales más explícitas del cine nacional mexicano; La tarea (1990), al lado del actor José Alonso, comedia erótica, dirigida por Jaime Humberto Hermosillo, donde un par de esposos fingen no haberse visto en años, como un modo de innovar su cotidiana convivencia sexual; Rojo amanecer (1989), dirigida por Jorge Fons, donde actúa al lado de Héctor Bonilla, Jorge Fegan, Demián Bichir, Bruno Bichir, Eduardo Palomo que narra el drama que vivieron los inquilinos que habitaban los edificios aledaños a la Plaza de las Tres Culturas en Tlatelolco, México, Distrito Federal, la noche del 2 de octubre de 1968; Danzón (1991) dirigida por María Novaro, donde actúa al lado de Carmen Salinas, Blanca Guerra, cinta donde interpreta a una telefonista que decide ir al Puerto de Veracruz a buscar a Carmelo, su pareja de baile; y Perfume de violetas entre otras.
Apartada de la actuación, incursiono como política y fue jefa delegacional de Coyoacán, entre el 2000 y 2003. Además fue diputada local por la Asamblea Legislativa del Distrito Federal durante el periodo 2003-2006, y entre 2006 y 2012, fungió como Senadora de la República y presidenta de la Comisión de Cultura del Senado. 
En 2014 retorna a las telenovelas en el papel de Guadalupe Sánchez en la producción de Nicandro Díaz Hasta el fin del mundo.
En 2021 retorna a las telenovelas trabajó con el Productor Nicandro Díaz en Mi fortuna es amarte en su episodio 45 que reemplazó a Carmen Salinas debido a su fallecimiento.

## Filmografía

### Cine
- La boda de Valentina (2018)
- Las horas contigo (2015) .... Julieta
- La dictadura perfecta (2014) .... Doña Chole
- El crimen del Cácaro Gumaro (2014)
- El infierno (2010) .... Doña María Reyes
- Todos hemos pecado (2008) .... La Pérfida
- El garabato (2008)
- La misma Luna (2007) .... Reyna
- Un mundo maravilloso (2006)
- Dos auroras (2005)
- Momento extraño (2005)
- El misterio de los almendros (2004) .... Dona Josefina
- El edén (2004) .... Magda
- Demasiado amor (2002) .... Tía Greta
- Nadie te oye: Perfume de violetas (2001) .... Elsa, Madre de Yessica
- Crónica de un desayuno (1999) .... Luz María
- Reclusorio (1997) .... Gloria Castro
- De noche vienes, Esmeralda (1997) .... Esmeralda Loyden
- Reencuentros (1997) .... Soledad
- Alta tensión (1997)
- Doble indemnización (1996) .... Paulina
- Los vuelcos del corazón (1996)
- ¿Por qué nosotros no? (1996) .... Nun
- Salón México (1996) .... Mercedes
- De muerte natural (1996)
- La mudanza (1996)
- El callejón de los milagros (1995) .... Doña Cata
- Amor que mata (1994)
- La señorita (1994)
- Encuentro inesperado (1993)
- Otoñal (1993)
- Móvil pasional (1993)
- Las mil y una aventuras del metro (1993)
- La tarea prohibida (1992)
- Tequila (1992)
- Al caer la noche (1992)
- La casa de los cuchillos (1992)
- El chupes (1992)
- La tarea (1991) .... 'Virginia', María
- Danzón (1991) .... Julia Solórzano
- Triste recuerdo (1991) .... Esperanza Gómez
- El extensionista (1991) .... Güera
- La leyenda de una máscara (1991)
- Infamia (1991)
- Vai Trabalhar, Vagabundo II (1991)
- La sombra del ciprés es alargada (1990)
- Morir en el golfo (1990) .... Conchita
- Intimidades de un cuarto de baño (1989) .... Esperanza
- Coraçao vagabundo (1989)
- Rojo amanecer (1989) .... Alicia
- Día de muertos (1988)
- Rompe el alba (1988) .... Maria
- El otro crimen (1988)
- Lo que importa es vivir (1987) .... Chabela
- Greene, los caminos del poder y la gloria (1987)
- Zapata en Chinameca (1987)
- Los confines (1987)
- Robachicos (1986)
- Astucia (1986)
- Las inocentes (1986) .... Sor Teresa
- Me llaman la Chata Aguayo (1986)
- Viaje al paraíso (1985) .... Quela
- El corazón de la noche (1984) .... Intérprete
- Desde el cristal con que se mire (1984)
- Bajo la metralla (1983) .... María
- Las apariencias engañan (1983)
- Confidencias (1982) .... Anastasia
- La víspera (1982)
- Complot Petróleo: La cabeza de la hidra (1981)
- La hermana enemiga (1979)
- María de mi corazón (1979) .... María Torres López
- Naufragio (película) (1978) .... Leticia
- Nuevo mundo (1978)
- Idilio (1977)
- Las Poquianchis (1976) .... Lupe
- El apando (1975) .... Meche
- Lo mejor de Teresa (1974) .... Carmen
- Los cachorros (1973)
- El castillo de la pureza (1973)
- Los recuerdos del porvenir (1969)
- Besos prohibidos (1956)

### Telenovelas
- Amanecer (2025) ... Prudencia Morales[5]
- Mi fortuna es amarte (2022) .... Margarita «Magos» Domínguez Negrete #2[6][7]
- Señora Acero (2018-2019) .... Mercedes Berríos "La Mecha"
- Hasta el fin del mundo (2014-2015) .... Guadalupe "Lupita" Sánchez Guerrero #1
- Aprender a vivir (2012).... Angélica
- Corazón salvaje (2009-2010) .... Clemencia
- Mañana es para siempre (2008-2009)... Soledad Cruz Vda. de Juárez
- Alborada (2005-2006).... Victoria Mancera y Oviedo vda. de Valdés
- Mariana de la noche (2003-2004).... Lucrecia Vargas
- La duda (2002) .... Amelia
- Lo que callamos las mujeres (2001)
- Ellas, inocentes o culpables (2000) .... Martha
- El amor de mi vida (1998) .... Sagrario Verti
- Te sigo amando (1996-1997) .... Felipa
- Tu y yo (1996-1997) .... Trabajadora social.
- La antorcha encendida (1996) .... Doña Josefa Ortiz de Domínguez
- Buscando el paraíso (1993-1994) .... Amalia
- Muchachitas (1991-1992) .... Esperanza de Bustamante
- Cuando llega el amor (1989-1990) .... Rosa
- Lo blanco y lo negro (1989) .... Andrea
- Nosotras las mujeres (1981) .... Ana
- Amor prohibido (1979-1980)
- Añoranza (1979)
- No todo lo que brilla es oro (1978-1979) .... Laura
- Acompáñame (1977-1978) .... Martha
- Ven conmigo (1975-1976) .... Angélica Gutiérrez
- Los miserables (1974) .... Eponina
- Mi rival (1973) .... Rosenda
- El edificio de enfrente (1972-1973) .... María Luz
- Pequeñeces (1971)
- Casa de huéspedes (1965)
- Vivimos en una estrella (1963) .... Lilia
- El profesor Valdez (1962)

### Series
- Los Reyes de Oriente (2024) - Sonia
- Señora Acero 5 (2018) - Mercedes Berríos "La Mecha"[8]
- Sincronía (2017) - Madame Adelaine (La Tratante de Blancas)
- Su nombre era Dolores... La Jenn que yo conocí (2017) - Rosa Saavedra
- Hasta que te conocí (2016) - Maribel
- María de Todos los Ángeles (2013) - Compañera de Doña Lucha (2 capítulos)
- El albergue (2012) - Esperanza de la Lama
- Gritos de muerte y libertad

Capítulo "El fin de la clandestinidad" (2010)
- Mujeres asesinas

Capítulo "Jessica, tóxica" (2008) - Emma Esteban
Capítulo "Emilia, cocinera" (2008) - Emilia Domínguez
Capítulo "Las Cotuchas, empresarias" (2010) - Milagros Quezada
- Televiteatros (1993)
- La hora marcada (1986)
- Teatro fantástico (1955) - Chiquirriquitica

### Teatro
- Made in Mexico  (2016)
- El chófer y la señora Daisy
- La tarea
- Cada quien su vida
- Manos arriba
- Fiesta de cumpleaños
- Mala semilla
- La caperucita roja

## Premios y reconocimientos
Premio Ariel
| Año  | Categoría                  | Película                    | Resultado |
| ---- | -------------------------- | --------------------------- | --------- |
| 2020 | Ariel de Oro               | Por trayectoria             | Ganadora  |
| 2011 | Mejor coactuación femenina | El infierno                 | Nominada  |
| 1998 | Mejor actriz               | De noche vienes, Esmeralda  | Nominada  |
| 1995 | Mejor actriz               | Los vuelcos del corazón     | Nominada  |
| 1995 | Mejor actriz de cuadro     | El callejón de los milagros | Nominada  |
| 1991 | Mejor actriz               | Rojo amanecer               | Ganadora  |
| 1988 | Mejor actriz               | Lo que importa es vivir     | Ganadora  |
| 1983 | Mejor actriz               | La víspera                  | Nominada  |
| 1978 | Mejor actriz               | Naufragio                   | Ganadora  |
| 1977 | Mejor coactuación femenina | Las Poquianchis             | Nominada  |
| 1977 | Mejor actriz               | El apando                   | Nominada  |

Premios TVyNovelas
| Año  | Categoría              | Telenovela           | Resultado |
| ---- | ---------------------- | -------------------- | --------- |
| 1991 | Mejor actriz coestelar | Cuando llega el amor | Nominada  |

Premios Califa de Oro
| Año  | Categoría         | Programa/Telenovela | Resultado |
| ---- | ----------------- | ------------------- | --------- |
| 2006 | Destaca Actuación | Alborada            | Ganadora  |

### TV Adicto Golden Awards
| Año  | Categoría                | Telenovela             | Resultado |
| ---- | ------------------------ | ---------------------- | --------- |
| 2008 | Mejor actuación especial | Mañana es para siempre | Ganadora  |

Premios ACE
| Año  | Categoría                   | Telenovela             | Resultado |
| ---- | --------------------------- | ---------------------- | --------- |
| 2014 | Mejor Actriz Característica | Hasta el fin del mundo | Ganadora  |

Festival Internacional de Cine de Huesca
| Año  | Premio                  | Resultado |
| ---- | ----------------------- | --------- |
| 1997 | Premio Una vida de cine | Ganadora  |